# William M. Boice
William Milton Boice (* 5. September 1940 in Houston, Texas) ist ein pensionierter Generalmajor der United States Army. Er war unter anderem Kommandeur der 1. Panzerdivision.
William Boice ist ein Sohn von Elvin Gordon Boice und dessen Frau Doris Marie Lawrence. In den Jahren 1959 bis 1963 durchlief er die United States Military Academy in West Point. Nach seiner Graduation wurde er als Leutnant in das Offizierskorps des US-Heeres aufgenommen. In der Armee durchlief er anschließend alle Offiziersränge vom Leutnant bis zum Zwei-Sterne-General.
Im Lauf seiner militärischen Karriere absolvierte Boice verschiedene Kurse und Schulungen. Dazu gehörten unter anderem das United States Army War College. Außerdem erhielt er einen akademischen Grad von der Arizona State University.
In seinen jüngeren Jahren absolvierte er den für Offiziere in den niederen Rangstufen üblichen Dienst in unterschiedlichen Einheiten und Standorten. Dazu gehörten auch Aufgaben als Stabsoffizier in verschiedenen Hauptquartieren. In den Jahren 1980 bis 1982 gehörte er dem Stab der Joint Chiefs of Staff in Washington, D.C. an. Nach einer kurzen anderen Verwendung kommandierte er zwischen 1983 und 1985 in Fort Knox die 2. Panzerausbildungsbrigade (2d Armor Training Brigade).
Daran schloss sich eine Versetzung nach Deutschland an, wo er in den Jahren 1985 bis 1987 Stabschef der 3. Panzerdivision war, die in Frankfurt am Main ihr Hauptquartier hatte. Danach gehörte er bis 1989 dem Stab der ebenfalls in Deutschland stationierten 1. Panzerdivision an. Anschließend war er in den Jahren 1989 und 1990 stellvertretender Leiter des United States Army War Colleges.
Nach einer zwischenzeitlichen Versetzung nach Tampa in Florida, wo er Stabschef des United States Center Commands war, erhielt William Boice im Mai 1991 den Oberbefehl über die 1. Panzerdivision, den er bis zum Juli 1993 innehatte. Teile der Division waren damals im Zweiten Golfkrieg eingesetzt. Dabei wurde auch Boice zeitweise ins Kriegsgebiet versetzt. Nach dem Ende seiner Zeit als Divisionskommandeur im Jahr 1993 leitete er bis 1995 die amerikanische Ausbildungsmission für das Militär von Saudi-Arabien. Danach schied er aus dem aktiven Militärdienst aus.
Nach seiner Pensionierung arbeitet bzw. arbeitete William Boice in Vorständen verschiedener Firmen. Seit 1998 gehört er dem Vorstand der Firma Modern Technologies Corporation in Springfield in Virginia an.

## Orden und Auszeichnungen
William Boice erhielt im Lauf seiner militärischen Laufbahn unter anderem die Defense Distinguished Service Medal und die Army Distinguished Service Medal verliehen.